# Piampaludo
Piampaludo (Ciampanû in ligure) è una frazione di 106 abitanti del comune di Sassello, in provincia di Savona, da cui dista 19 km.
La frazione triplica la propria popolazione nel periodo estivo, quando i proprietari di seconde case o i turisti si recano sul pianoro nei periodi di vacanza.

## Geografia fisica

### Territorio
Più che di un unico centro abitato si tratta di un insieme di piccoli nuclei, formati ciascuno da poche case e disposti sui bordi esterni di un altopiano lievemente concavo (altitudine 850–880 m s.l.m.), il nucleo abitato principale si trova sul margine nord-orientale del pianoro ed è costituito da alcune abitazioni e dalla chiesa parrocchiale di San Donato. Il nome Ciampanû, in dialetto alto-orbasco (dialetto ligure parlato nell'Ovadese e in alta Val d'Orba), ha il significato di "piano paludoso" e indica che l'altopiano era un tempo occupato da una palude; ancora oggi, nonostante l'acquitrino sia stato in gran parte drenato nel corso degli ultimi due secoli, la parte più depressa della conca ospita lembi di bosco igrofilo a ontano nero, ontano bianco e pioppo tremulo e stagni temporanei, in cui vegeta un'interessante flora palustre, con specie poco comuni in Liguria come Gratiola officinalis, Ranunculus flammula, Orchis laxiflora e Dactylorhiza incarnata.
Parte del suo territorio, assieme ad altre zone del comune di Sassello, rientra nel Parco Naturale Regionale del Beigua - European Geopark e della Comunità Montana del Giovo.

### Clima
Piampaludo come altre località del versante padano della Liguria è contraddistinta da un clima sub-oceanico, umido, caratterizzato da inverni piuttosto rigidi, mentre le estati, pur essendo calde, sono comunque condizionate dall'altitudine che è prossima ai 900 m s.l.m. Le temperature medie giornaliere, che si registrano a Piampaludo nel corso dell'anno, sono comprese tra i +0,3 °C di gennaio e i +17,9 °C di luglio, mentre le precipitazioni annue raggiungono i 1725 mm e sono distribuite prevalentemente in autunno (soprattutto in ottobre e novembre) e in primavera, molto frequenti e spesso copiose risultano le nevicate invernali, che possono portare ad accumuli notevoli (la nevosità annua si approssima ai 280 cm), piuttosto comuni sono anche i temporali pomeridiani estivi. Soprattutto durante la primavera e dalla tarda estate all'autunno il clima di Piampaludo è spesso caratterizzato da forti venti meridionali (di scirocco o di libeccio) in caduta dal crinale principale dell'Appennino, questi venti investono un po' tutto l'entroterra padano della Liguria, prendendo il nome di "marin"; a Piampaludo, stante la vicinanza del Monte Beigua e del crinale appenninico, all'origine di un fenomeno di compressione adiabatica, il "marin" può raggiungere velocità costanti attorno ai 25-30 nodi e velocità di raffica di oltre 45 nodi. Stante la buona nevosità invernale, nella vicina località di Alberola erano attivi fino all'inizio degli anni 2000, impianti sciistici che ora non sono più in funzione a causa dell'elevato costo di esercizio e dell'incostante durata del manto nevoso che ha caratterizzato gli inverni a partire dalla fine degli anni ottanta del XX secolo.

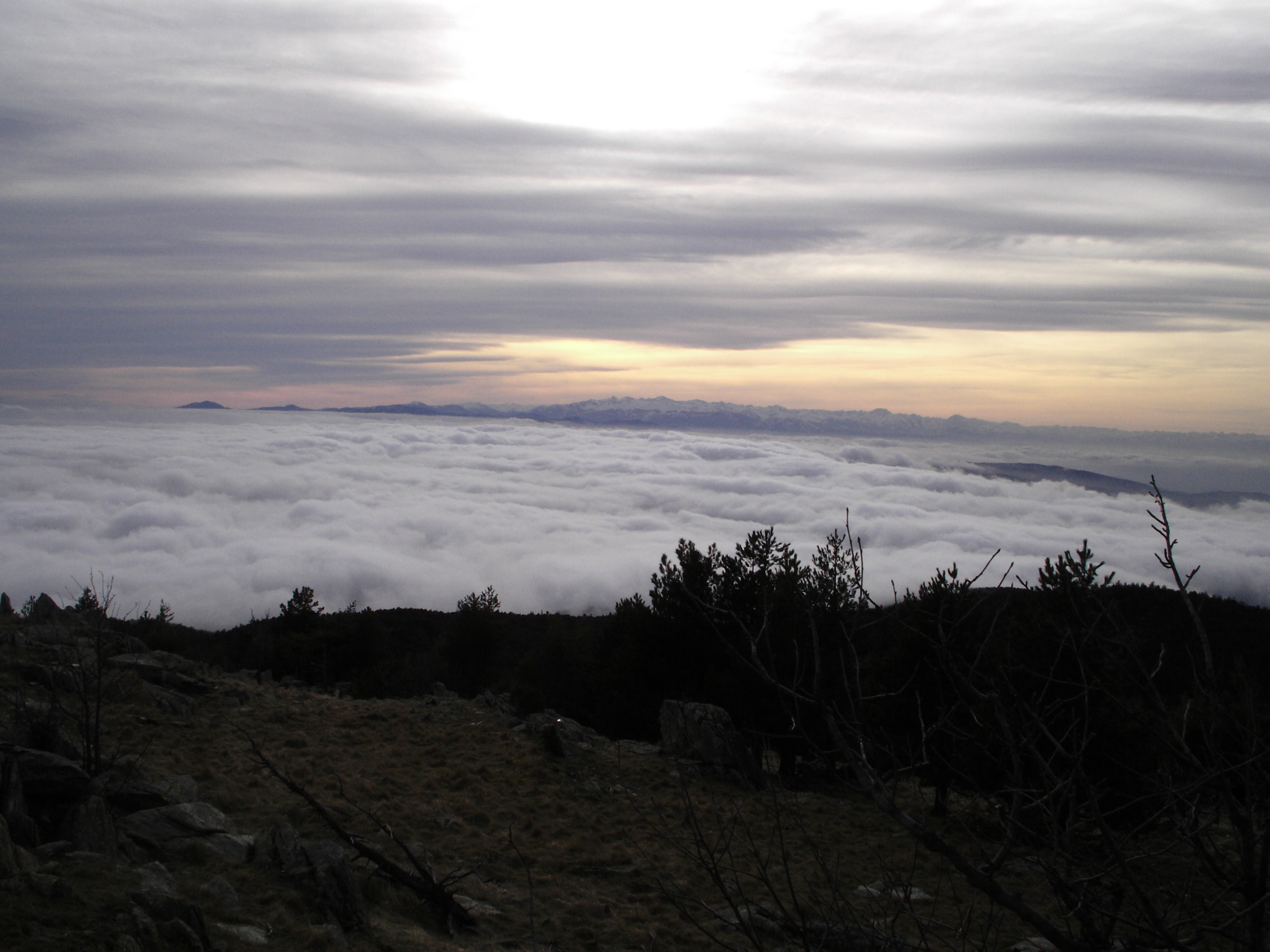
Un caratteristico "mare di nubi" (esteso banco di stratocumuli da inversione termica) dalla vetta del Beigua.
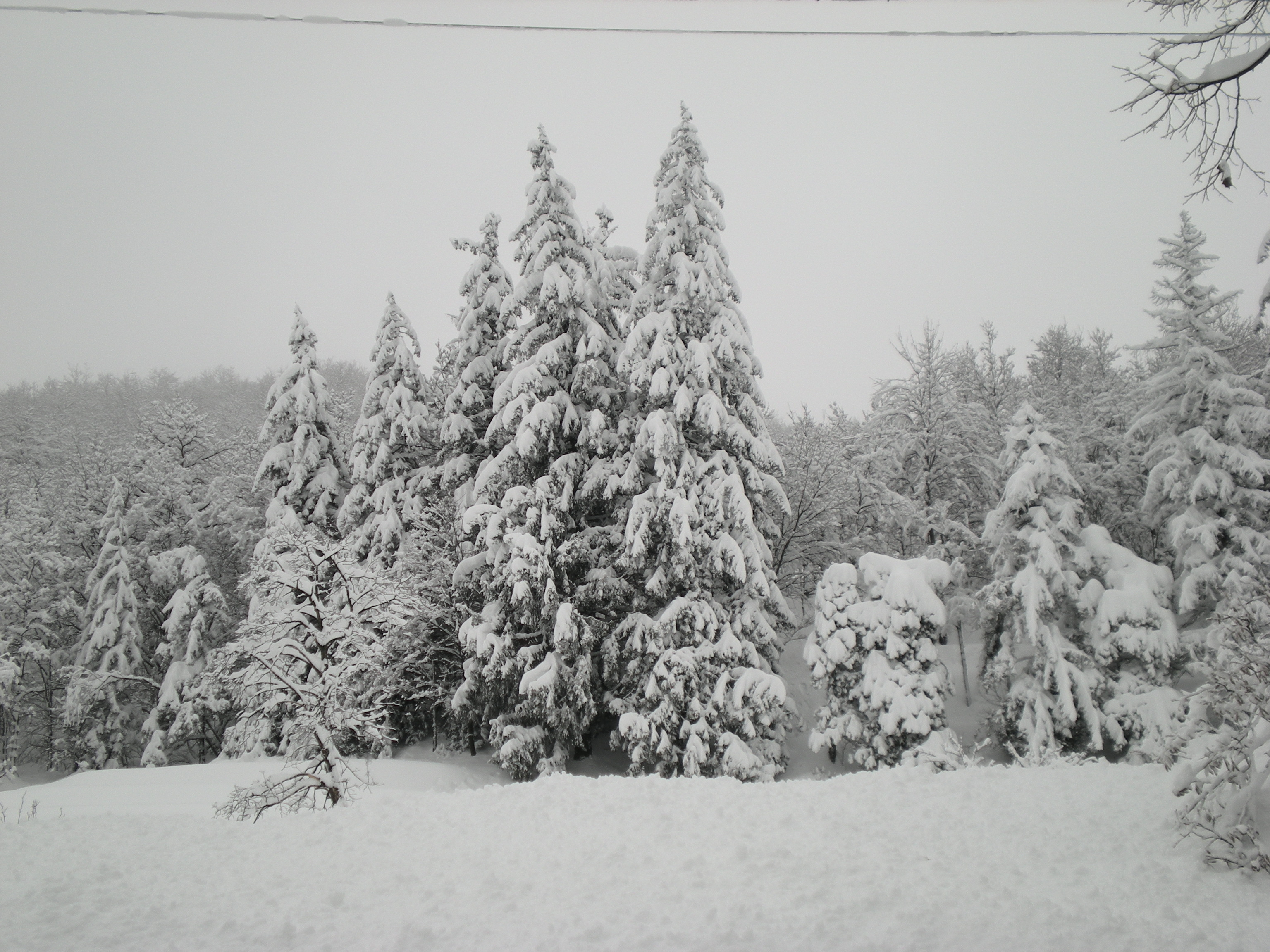
Abbondante nevicata (gennaio 2008)
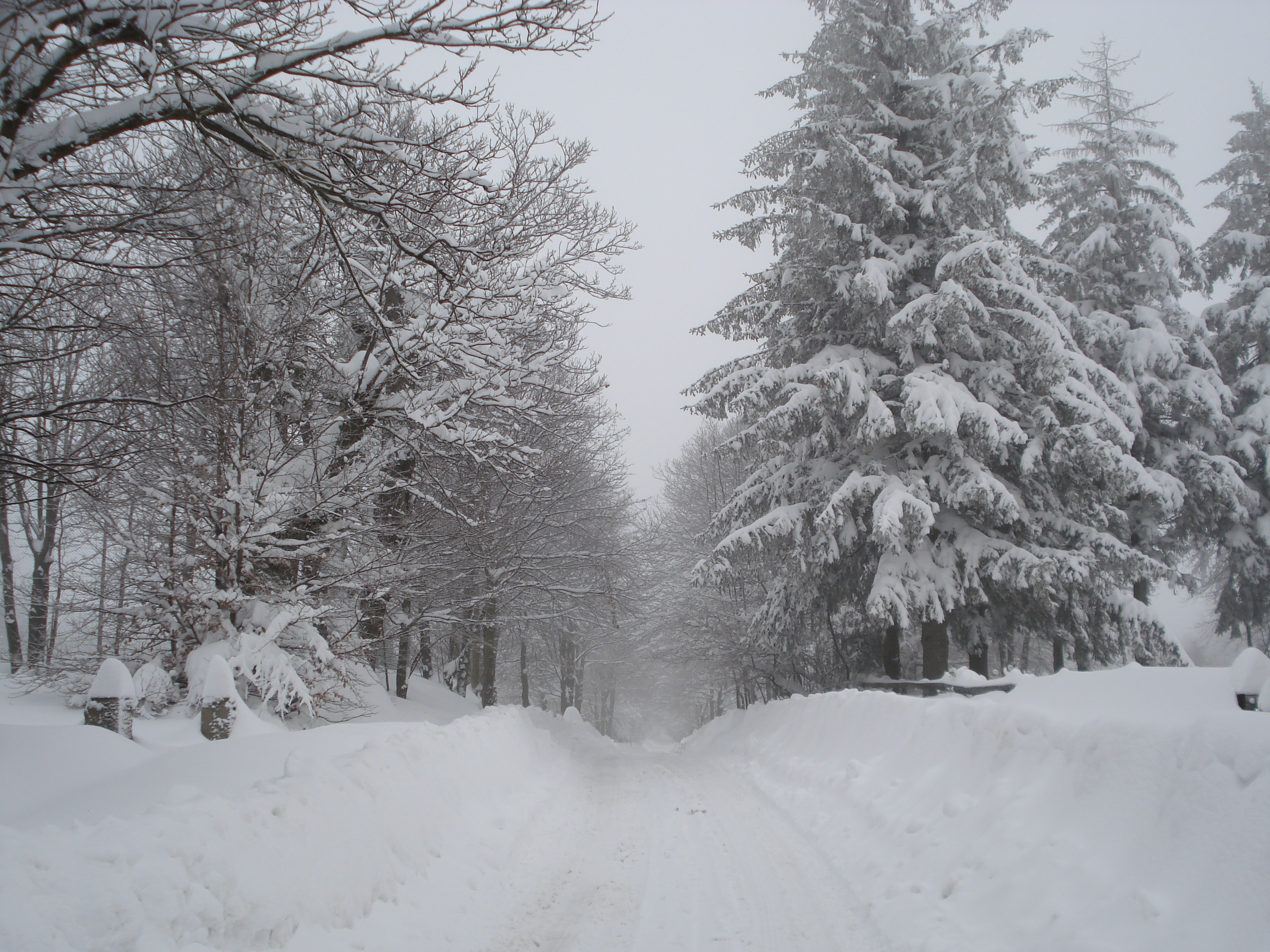
Lo "stradone" di Piampaludo sotto la neve

## Monumenti e luoghi d'interesse

### Architetture religiose

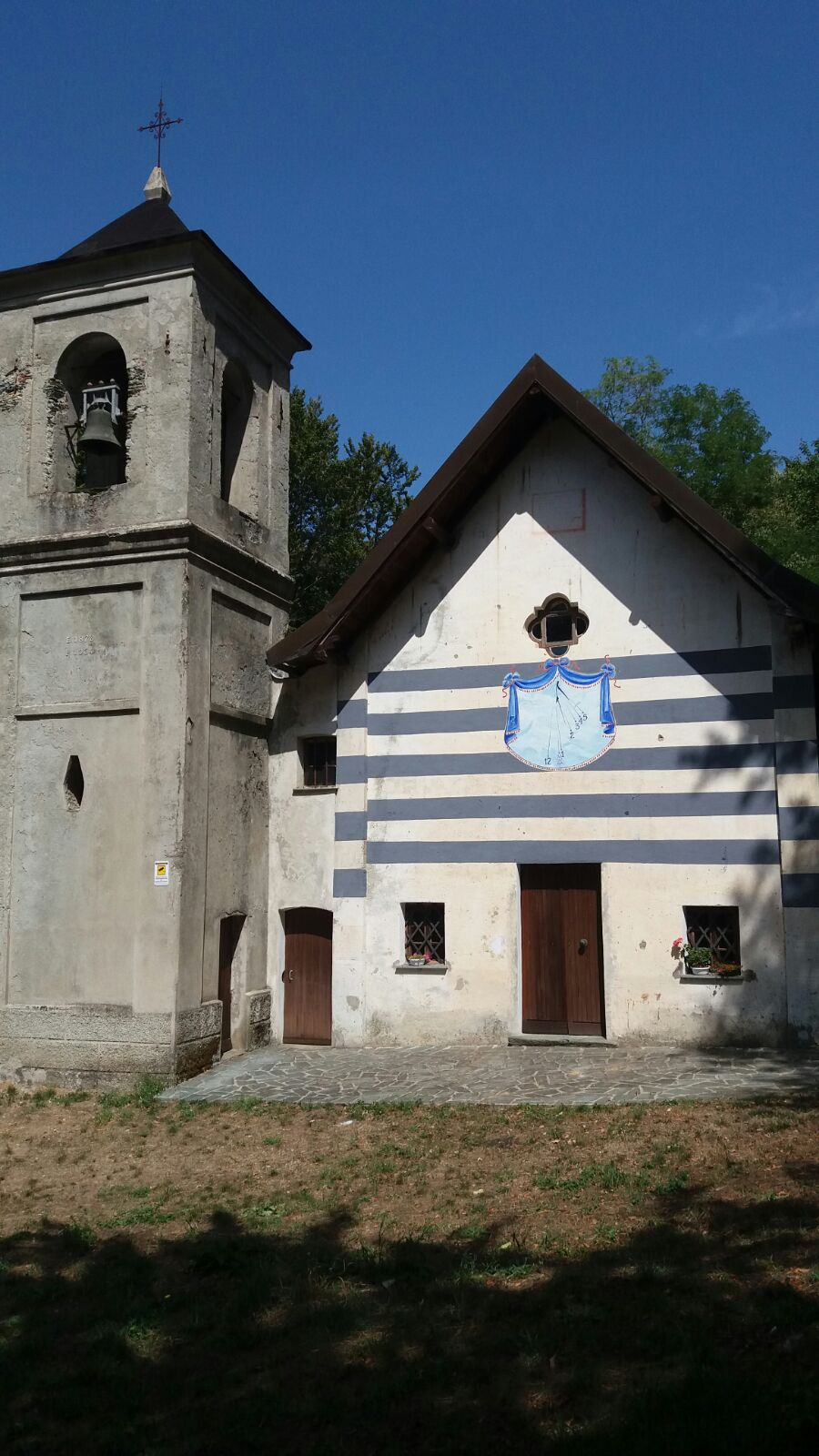
Facciata della Cappella Madonna della Guardia in località Dano come ristrutturata

- Facciata della Cappella Madonna della Guardia in località Dano come ristrutturata Chiesa di San Donato, XVII sec. (loc. Chiesa), possiede un vano chiesa di 20 m di lunghezza, 8 m di larghezza e 9 m di altezza e una sacrestia di 4 m x 5 m. Nel mese di agosto, il giorno del santo patrono una processione parte dalla chiesa parrocchiale e attraversa il paese facendo tappa in prossimità delle altre cappellette presenti nelle varie borgate.
- Cappella di Nostra Signora della Guardia, in loc. Dano (strada per Vara Inferiore fraz. di Urbe), risale al 1856.

Non è parte di Piampaludo ma di un'altra località, il Dano 
- Cappella di San Bernardo, in loc. Cascinazza).
- Cappella di Nostra Signora della Misericordia, in loc.  Rossina, risale al 1800.
- Cappella di Mièra, in loc.  Mièra, risale al 1881.
- Immagini sacre nelle nicchie dei pozzi (per le vie del paese)
- Pietra con incisioni in latino (parco pubblico)
- Santuario Nostra Signora Regina Pacis (monte Beigua vetta 1287 m s.l.m.)
- Croce del Beigua (monte Beigua, Bric Veciri 1264 m s.l.m.)

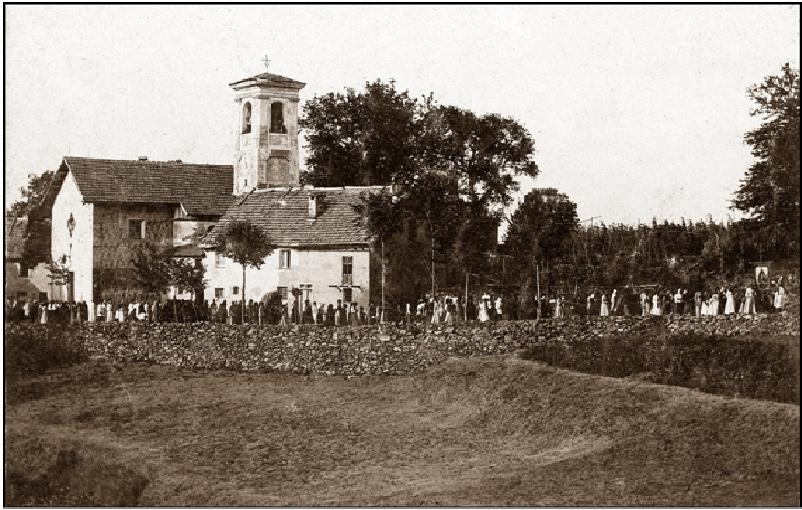
La chiesa di San Donato agli inizi del secolo
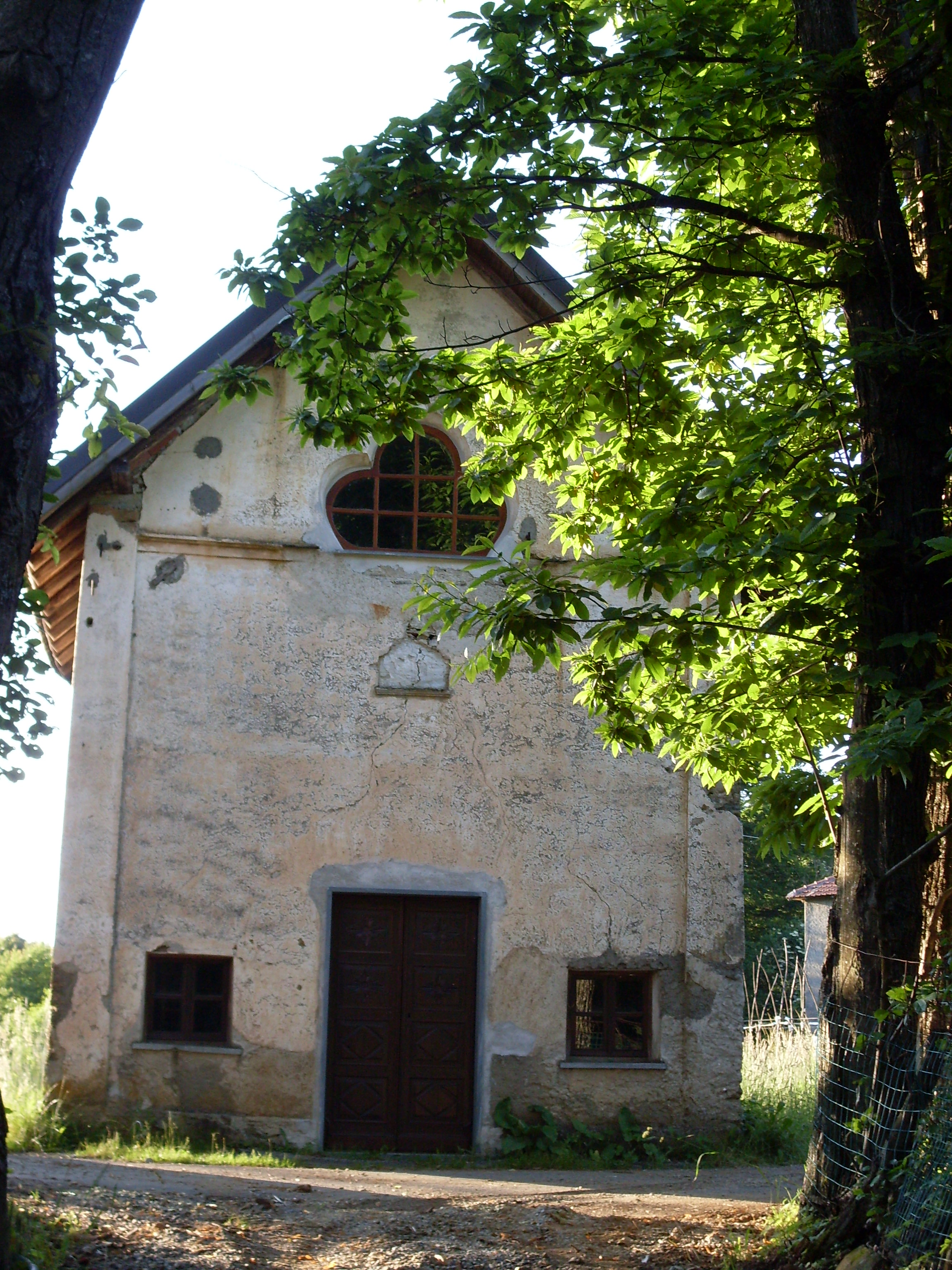
Cappelletta di Cascinazza

### Bellezze naturalistiche
- Torbiera del Laione (strada per Pratorotondo - Monte Beigua)

Si tratta di una zona umida situata a 987 m s.l.m. in una valletta (una piccola depressione di origine probabilmente tettonica), collocata sul versante nord-orientale del Beigua. Nel Laione si trovano specie vegetali assai interessanti, tra cui la drosera o rosolida (Drosera rotundifolia), piccola pianta insettivora dalle foglie coperte di peli vischiosi, la Viola palustris, la Crepis paludosa, l'Eleocharis uniglumis, la Rhynchospora alba, la Carex caespitosa e il Potamogeton polygonifolius.

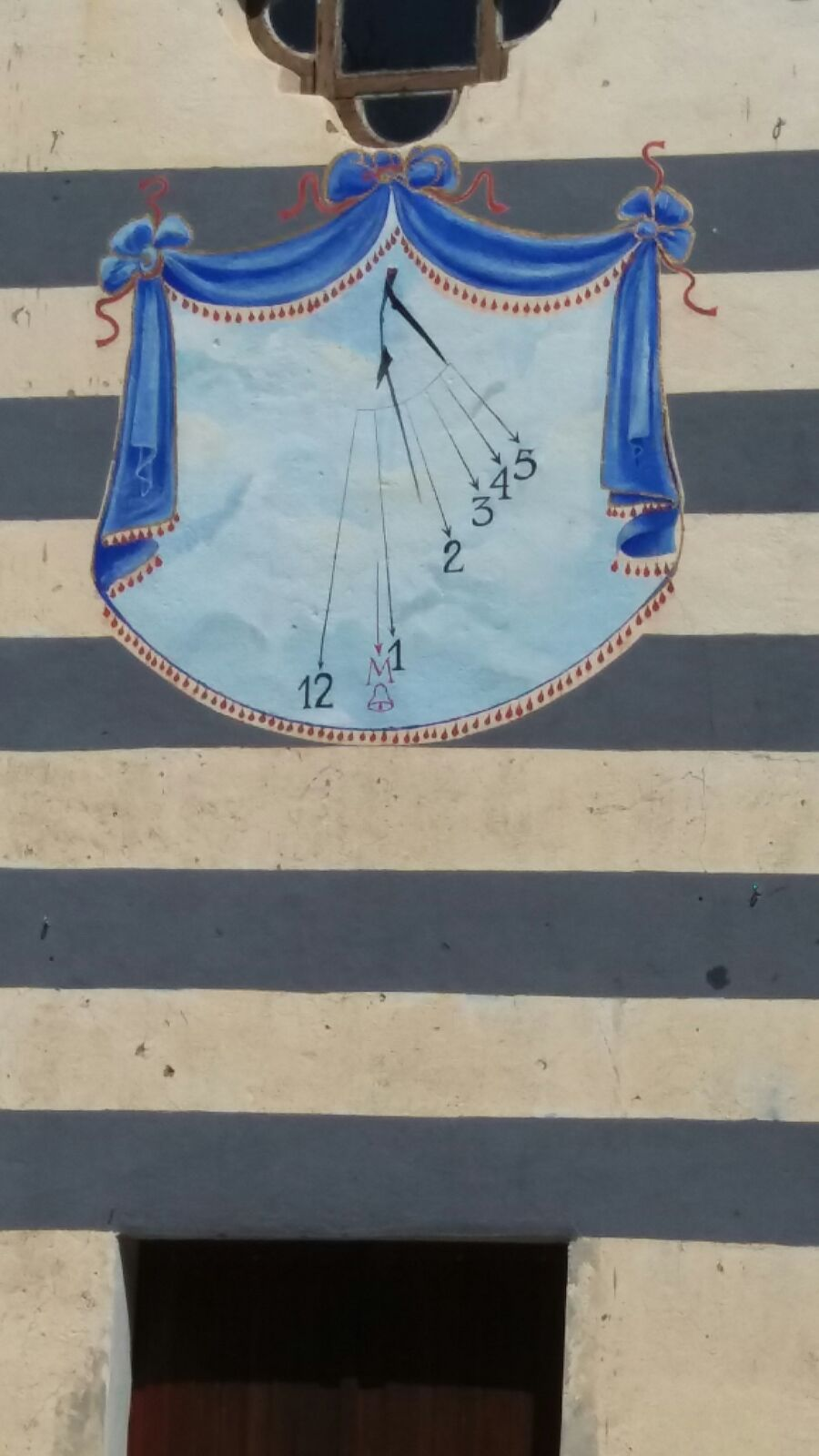
Particolare della Meridiana sulla facciata della Cappella Madonna della Guardia dopo la ristrutturazione

- Particolare della Meridiana sulla facciata della Cappella Madonna della Guardia dopo la ristrutturazioneIncisioni rupestri (loc. Giovo, strada per Pratorotondo - Monte Beigua / loc. Bugastrella, strada per Vara Inferiore fraz. di Urbe)

Queste incisioni testimoniano la presenza dell'uomo in quest'area già in tempi antichi e dimostrano che il Monte Beigua fu una montagna sacra in periodo preromano. Allo stato attuale è pressoché impossibile datare con precisione le figure, che sono costituite perlopiù da coppelle, da intagli a "lisciatoio" e da una vasta gamma di cruciformi (alcuni di tipo nettamente cristiano, altri riconducibili a figure antropomorfe stilizzate), è comunque ipotizzabile che, a una serie di gruppi di figure più antiche (risalenti forse al tardo Neolitico o all'Età del bronzo) siano stati affiancati e sovrapposti altri gruppi di incisioni, via via nel corso dei secoli, fino all'epoca contemporanea, è anche presumibile che, negli ultimi secoli, i viandanti e i contadini della zona abbiano ricalcato le figure più antiche ed erose per renderle chiaramente visibili o anche per modificarle "cristianizzandole" (come avvenuto in quasi tutti i principali complessi di incisioni rupestri dell'Europa occidentale e delle Alpi).
- Tiglio secolare monumentale (loc. Miculla)

Si calcola che quest'albero, che si trova accanto ai ruderi di un'antica abitazione del luogo, abbia all'incirca 200 anni e ha una circonferenza di 4.05m.
- Laghetti del Cornello, sono una serie di laghetti e marmitte, scavati dalle acque nell'alveo roccioso del Rio Ferretto, poco a monte delle case "Cornello".

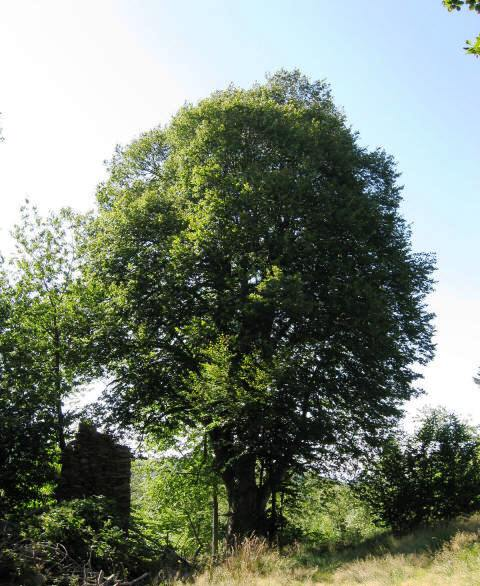
Il tiglio monumentale in località Miculla in primavera.....
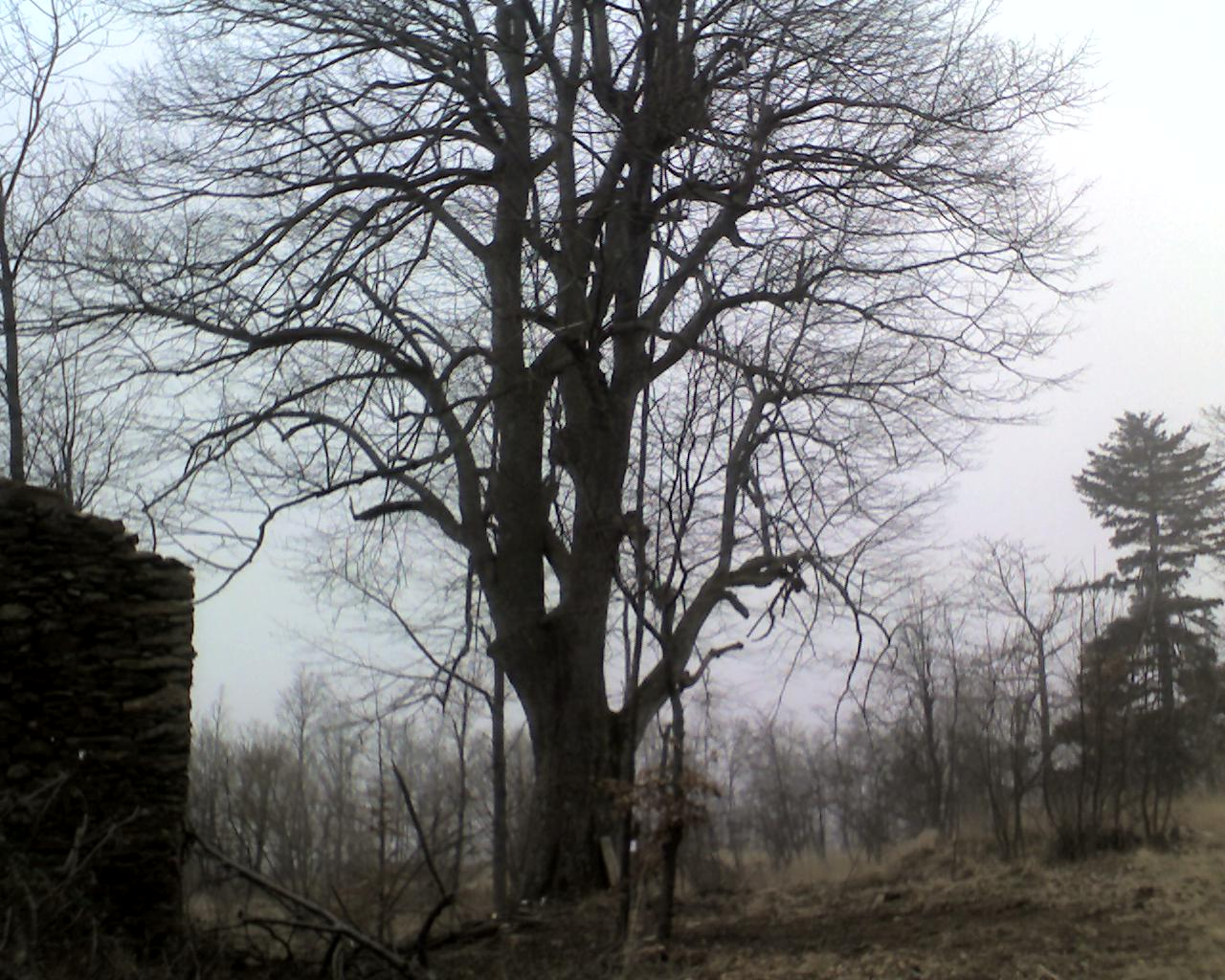
...e in autunno
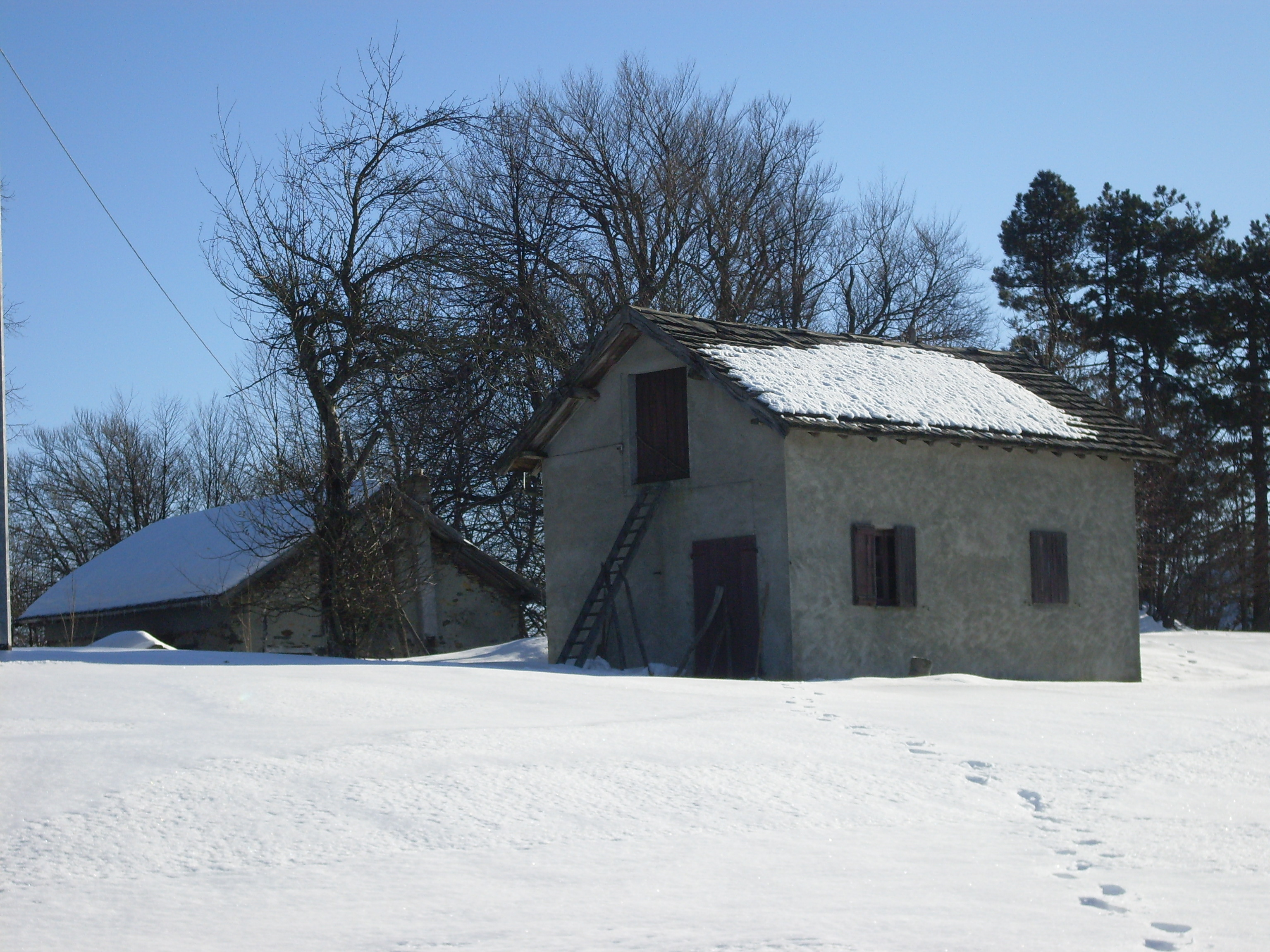
Tipico fienile a Monte Scioro

## Prodotti tipici della zona
- Amaretti di Sassello
- Amaro e Amaretto di Sassello
- Marmellate, succhi e sciroppi
- Miele
- Salumi e formaggi
- Frutti di bosco tra cui mirtilli (Vaccinium), fragole (Fragaria), lamponi (Rubus idaeus), more (Rubus ulmifolius) e castagne
- varie tipologie di funghi tra cui il  porcino

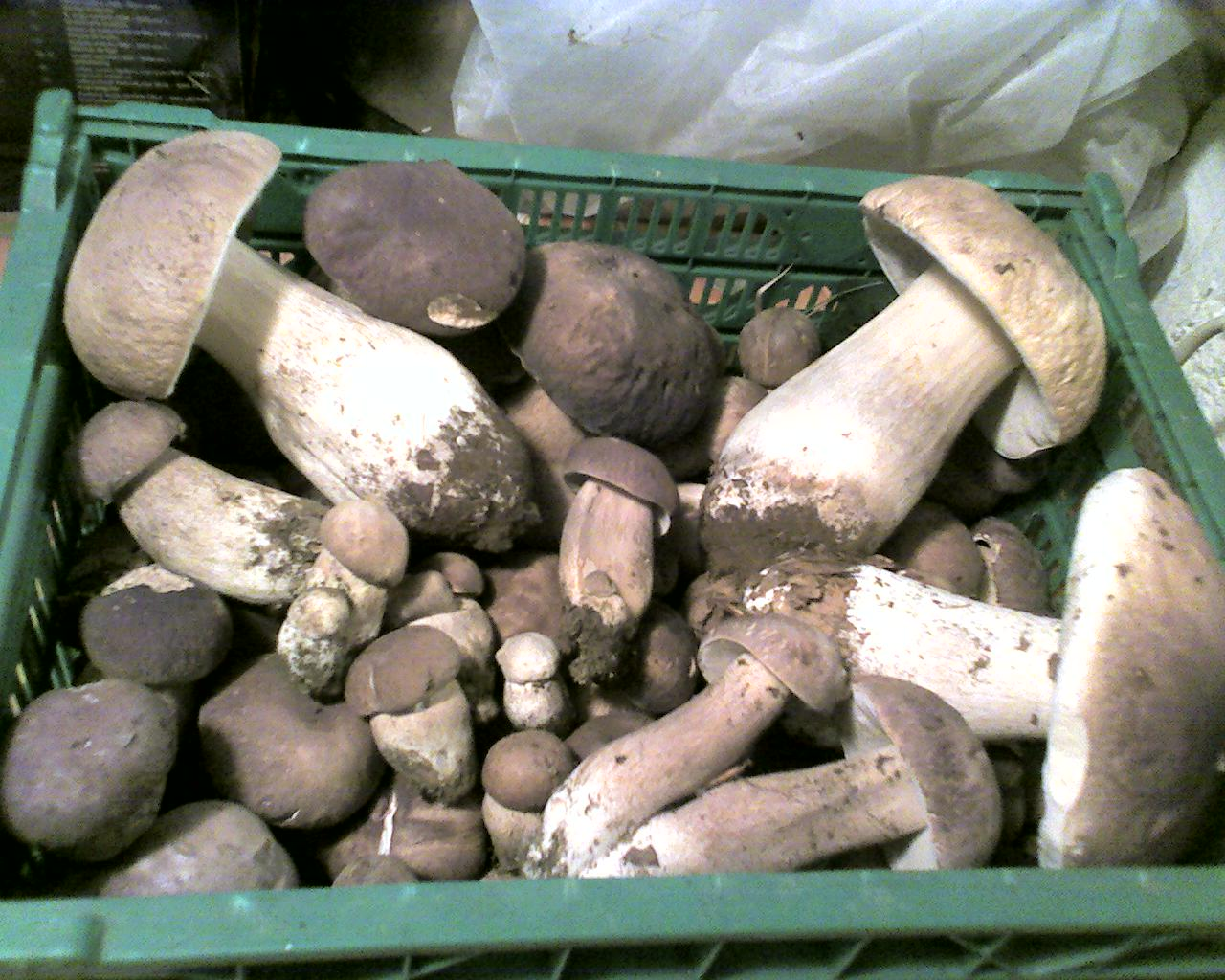
Abbondante raccolto di funghi
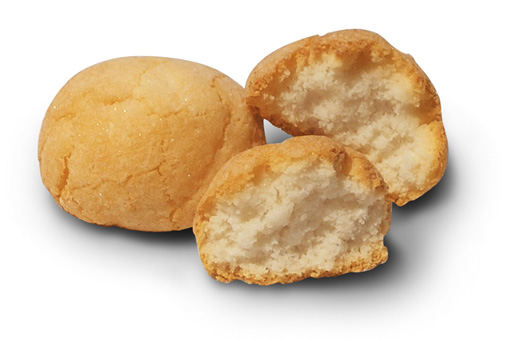
Gli amaretti morbidi di Sassello

## Sport e altre attività
A  Piampaludo durante il periodo estivo si possono praticare numerose attività, infatti il paese è dotato di impianti sportivi gestiti dalla Polisportiva Piampaludo. Sono presenti un campo da calcio in erba a 7 giocatori (nel quale ad agosto si svolge il Memorial Franco Siri), un altro campo da calcio in cemento che ha anche la funzione di campo da basket (nel quale ha luogo ogni anno la festa patronale), un campo da bocce e un campo da pallavolo con relativi spogliatoi e docce. A pochi metri di distanza inoltre si trovano il parco giochi e l'area pic-nic. Infine altre attività quali il calcio balilla e il ping pong sono fruibili al coperto in una struttura adiacente. La Polisportiva poi organizza numerose altre attività per tutti: dai tornei di ogni genere (carte, calcio balilla, ping pong ecc.) ai giochi per bambini (chronobike, caccia al tesoro, gare ecc.) a manifestazioni che riuniscono il paese (gara di torte e di funghi, castagnata, processione e frittelle ecc.).
Oltre alle attività sportive propriamente intese, il territorio della frazione si presta ai percorsi escursionistici, e le passeggiate naturalistiche tra i sentieri e per i boschi o sulla poco distante Alta Via dei Monti Liguri. Il trekking, la mountain bike e il birdwatching sono altre attività svolte nel territorio.

## Economia
Data la conformazione montana del territorio sono sviluppati l'allevamento del bestiame e il settore del legname. Inoltre, soprattutto durante la bella stagione il turismo ha un ruolo molto importante.

## Flora, fauna e minerali

### Fiori e piante del sottobosco e dei pascoli
- Viola di Bertoloni (Viola bertolonii)
- Dafne maggiore o mezerèo (Daphne mezereum)
- Dafne odorosa (Daphne cneorum)
- Dente di cane (Erythronium dens-canis)
- Erica carnea
- Campanellino (Leucojum vernum)
- Giglio Martagone (Lilium martagon)
- Giglio di San Giovanni (Lilium bulbiferum subsp. croceum)
- Primula comune (Primula vulgaris)
- Primula odorosa (Primula veris subsp. suaveolens)
- Lauro alessandrino (Streptopus amplexifolius)
- Crochi (Crocus vernus e Crocus ligusticus)
- Varie specie di orchidee (Dactylorhiza fuchsii, Dactylorhiza sambucina, Orchis mascula, Anacamptis morio, Neotinea ustulata, Listera ovata, Epipactis helleborinae, Epipactis atrorubens, Platanthera bifolia, Gymnadenia conopsea)

### Fiori e piante delle zone acquitrinose
- Brasca a foglie di poligono (Potamogeton polygonifolius)
- Carice dimessa (Carex demissa)
- Carice fosca (Carex nigra)
- Erba cucchiaio (Alisma plantago-aquatica)
- Graziola (Gratiola officinalis)
- Rosolida (Drosera rotundifolia)
- Viola di palude (Viola palustris)
- Rhynchospora alba
- Pennacchi (Eriophorum latifolium ed Eriophorum angustifolium)
- Ranuncolo delle passere (Ranunculus flammula)
- Alcune rare orchidee palustri (Dactylorhiza incarnata, Anacamptis laxiflora)

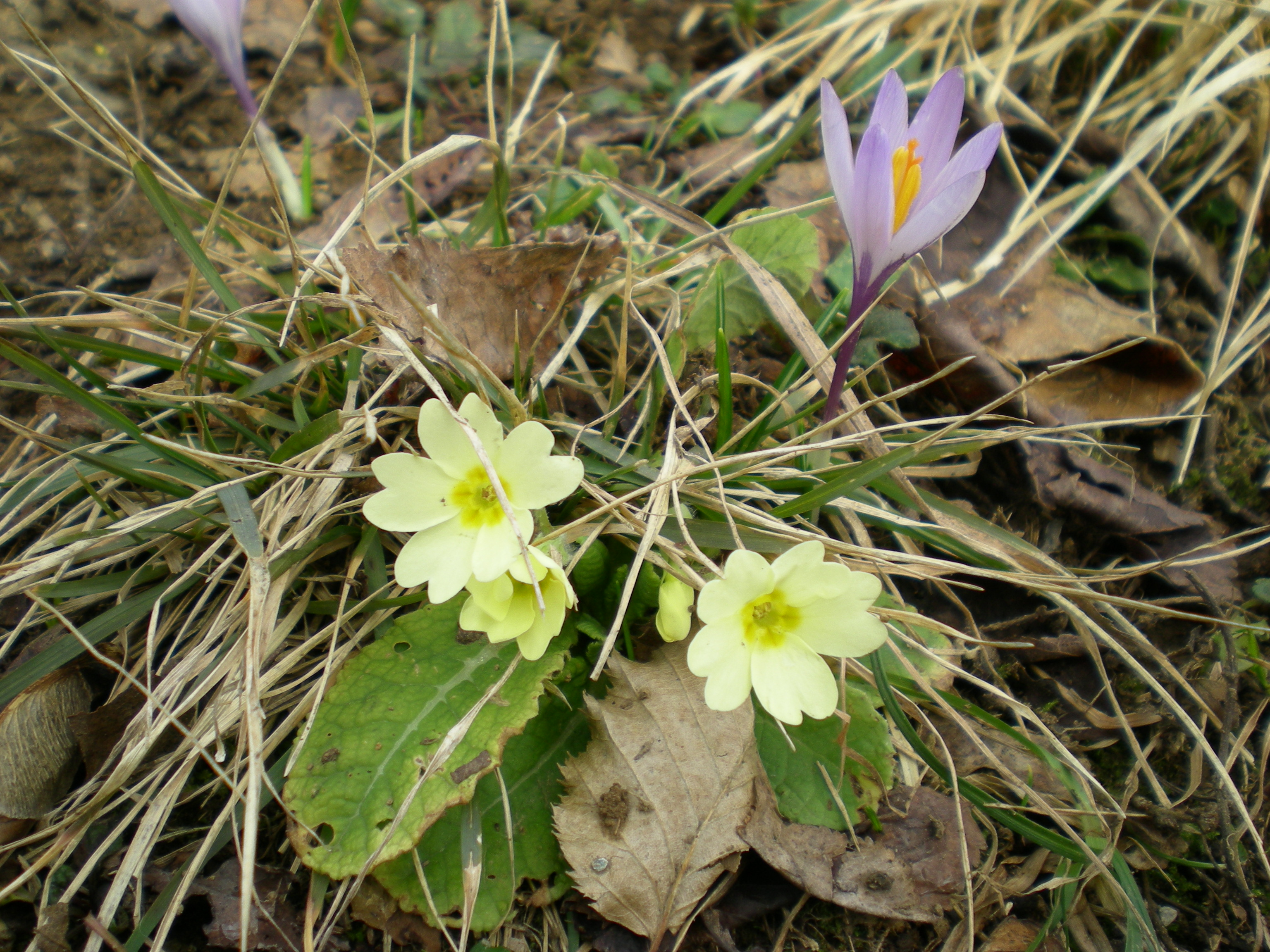
Un croco fra le primule
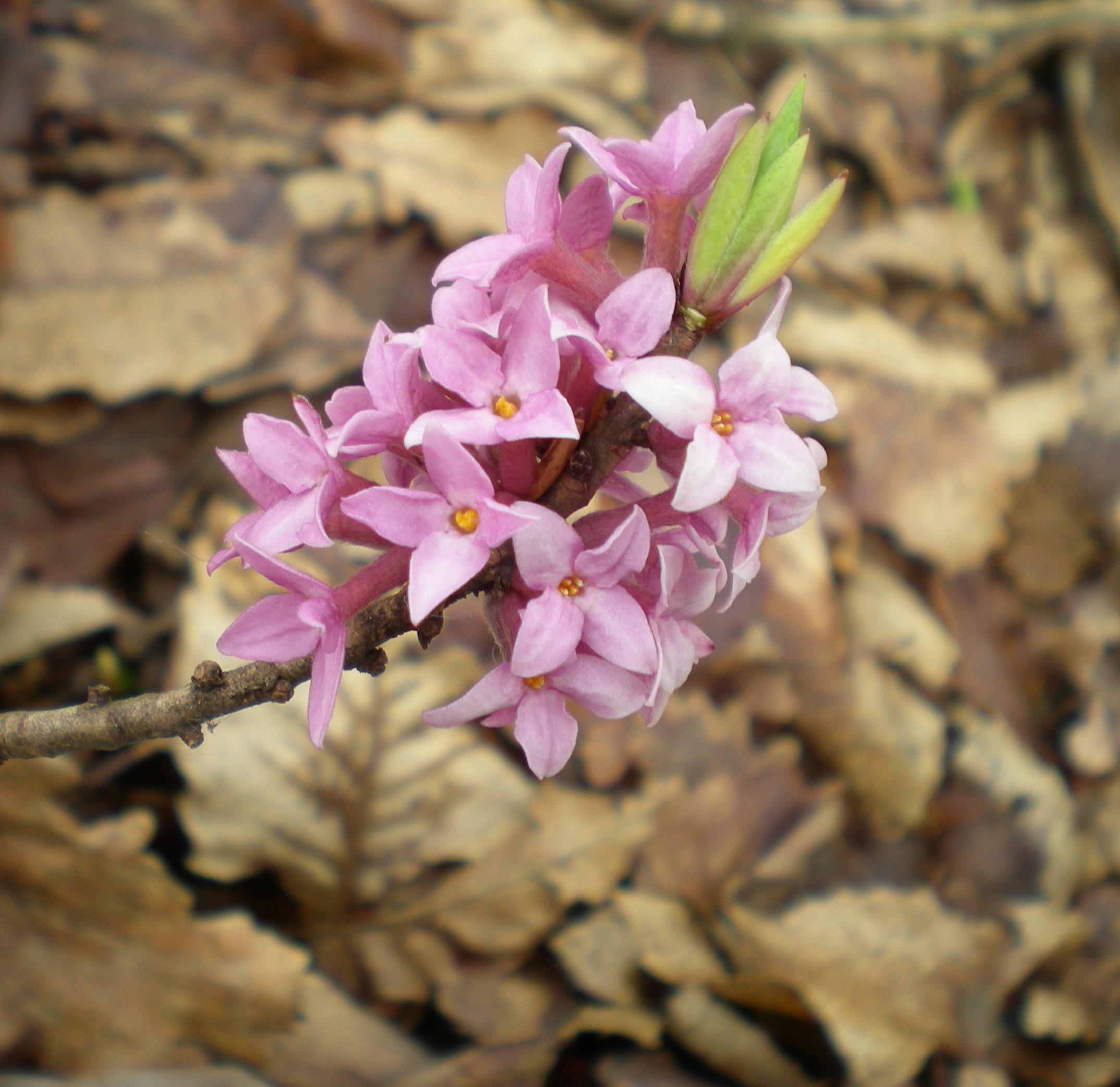
Una dafne maggiore
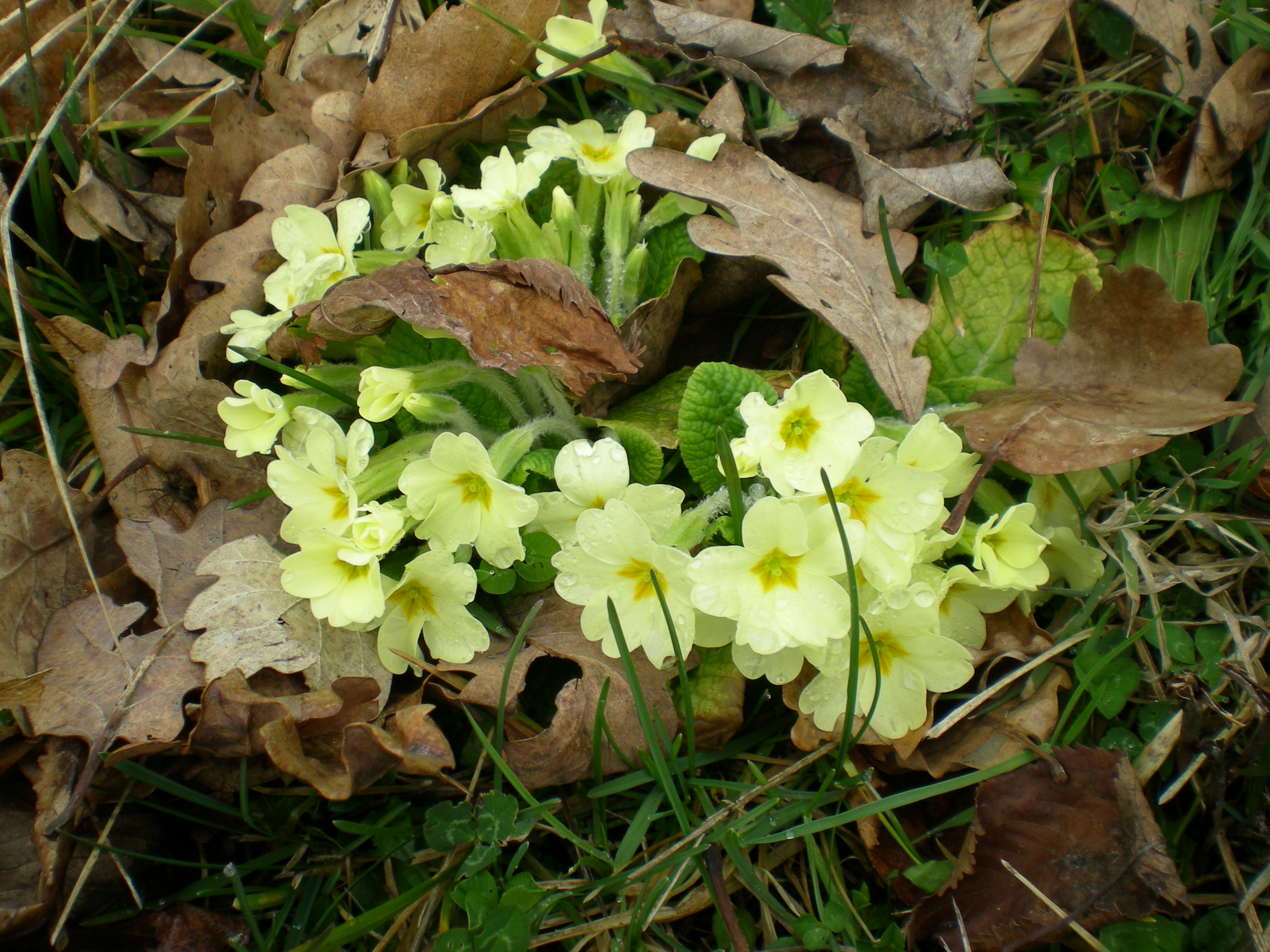
Un gruppo di primule
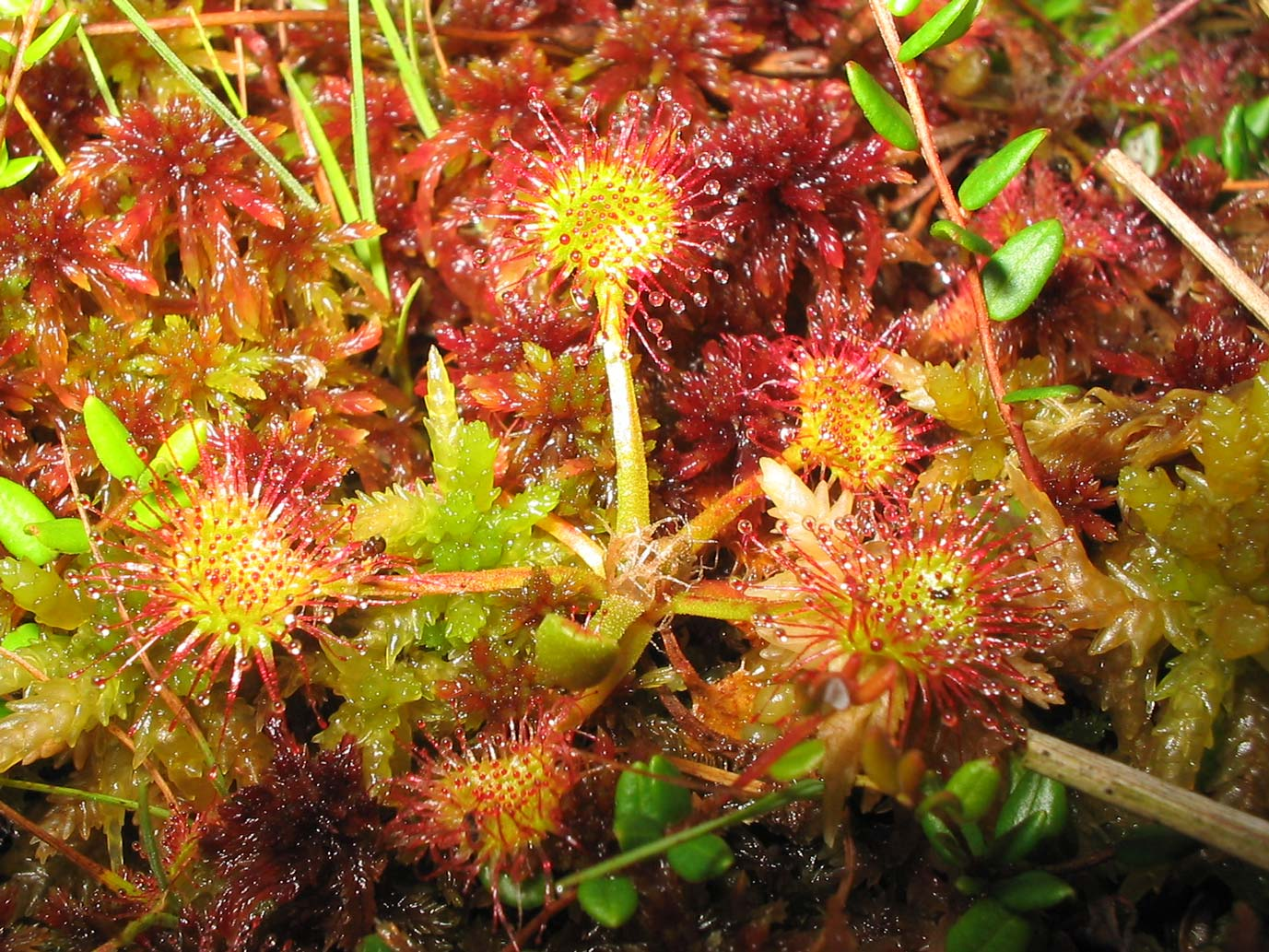
La drosera, presente nella torbiera del laione
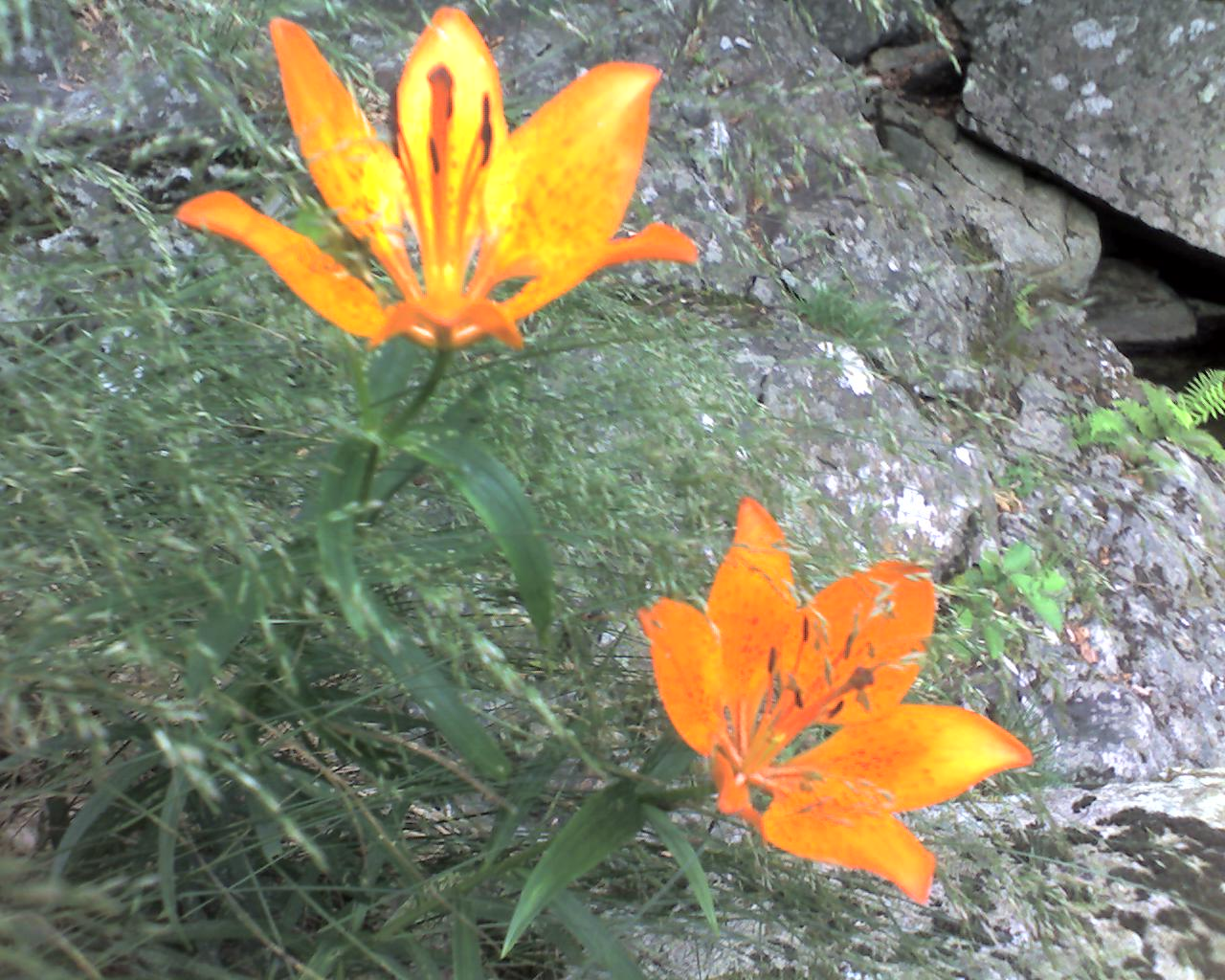
Il caratteristico giglio rosso

### Alberi
- Castagno (Castanea sativa)
- Faggio (Fagus)
- Rovere (Quercus petraea)
- Sorbo Montano (Sorbus aria)
- Acero (Acer)
- Frassino (Fraxinus)
- Nocciolo (Corylus avellana)
- Ontano (Alnus)
- Betulla (Betula)
- Tiglio (Tilia)
- Abete rosso (Picea abies)
- Abete bianco (Abies alba)
- Pino nero (Pinus nigra)
- Pino silvestre (Pinus sylvestris)
- Tasso (Taxus)
- Maggiociondolo (Laburnum anagyroides)
- Agrifoglio (Ilex aquifolium)
- Ginepro (Juniperus)
- Melo selvatico (Malus sylvestris)
- Pero (Pyrus)
- Nespolo (Mespilus germanica)
- Ciliegio (Prunus avium)
- Sambuco (Sambucus)

### Mammiferi
- Cinghiale (Sus scrofa)
- Capriolo (Capreolus capreolus)
- Volpe rossa (Vulpes vulpes)
- Lepre (Lepus)
- Riccio (Erinaceus europaeus)
- Tasso (Meles meles)
- Faina (Martes foina)
- Martora (Martes)
- Lupo, fino al 1800 (Canis lupus)
- Orso, fino al 1500 (Ursidae)

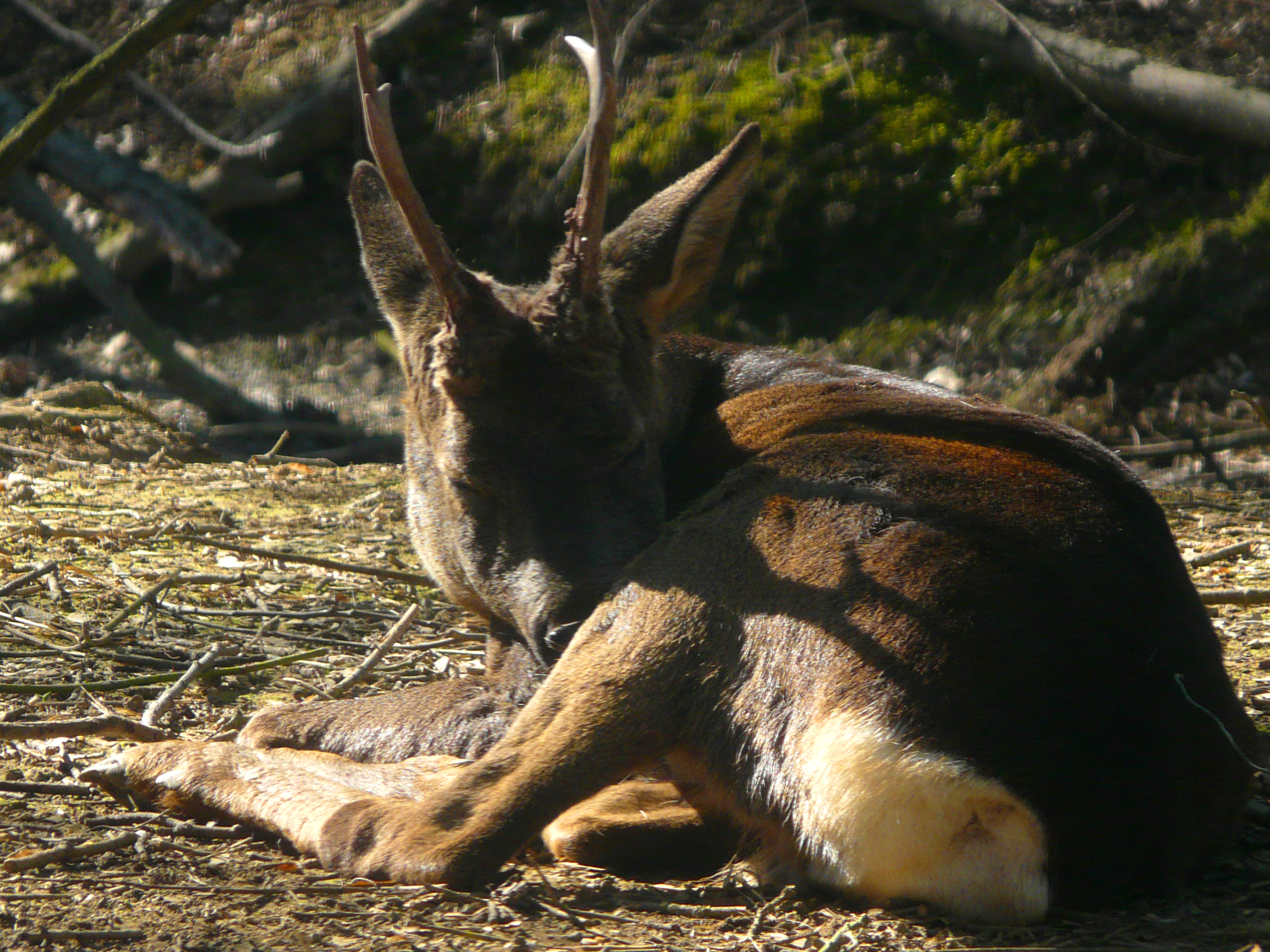
Esemplare maschio di capriolo
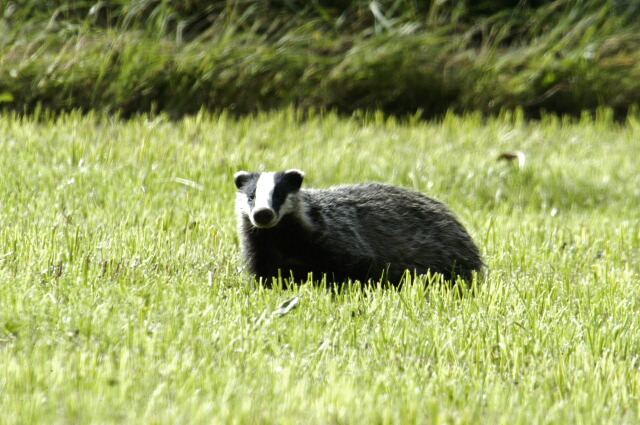
Tasso nel suo Habitat
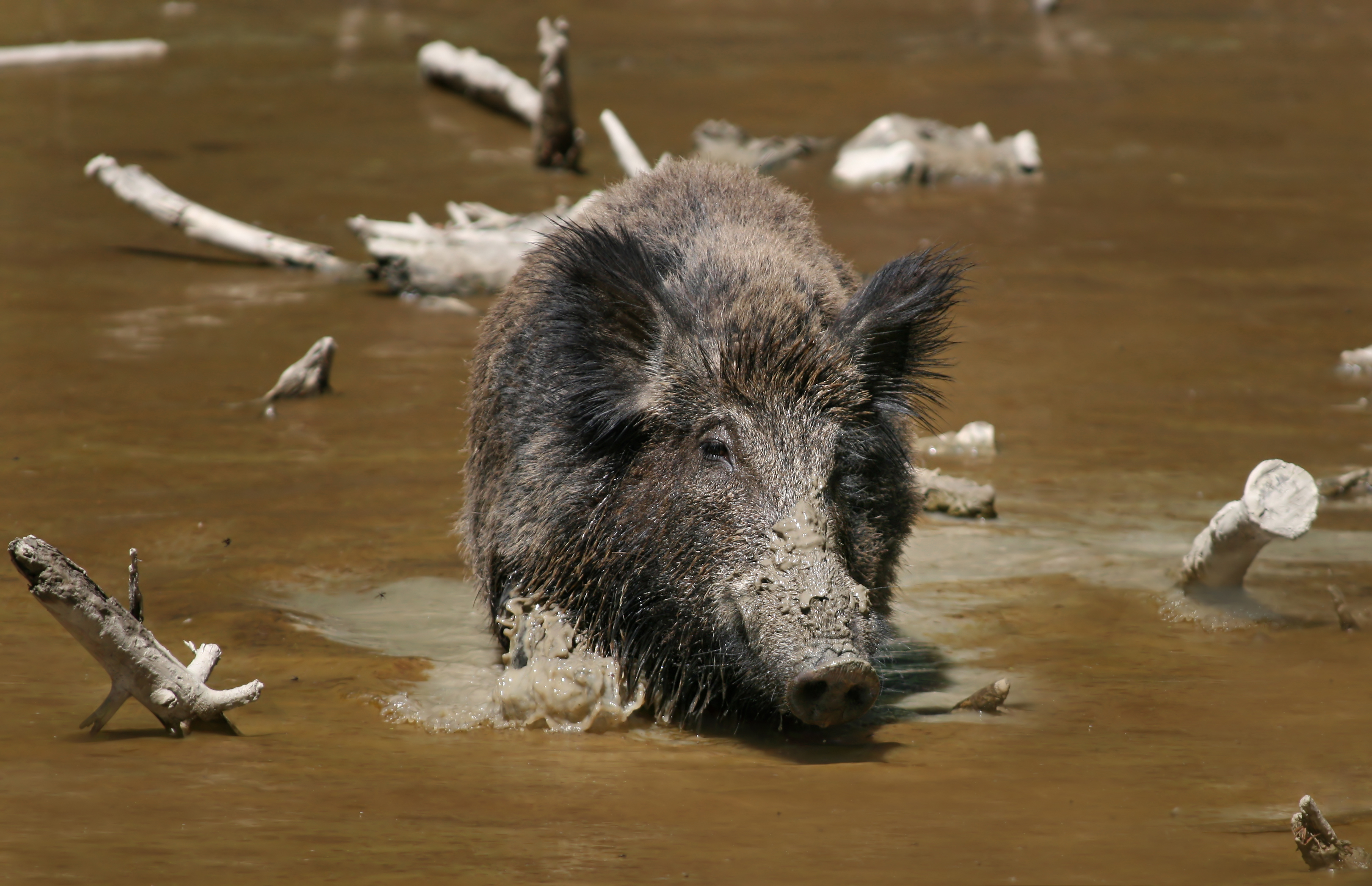
Cinghiale

### Rapaci e uccelli
- Biancone (Circaetus gallicus)
- Gheppio (Falco tinnunculus)
- Aquila Reale (Aquila chrysaetos)
- Picchio Verde (Picus viridis)
- Poiana (Buteo buteo)
- Gufo Reale (Bubo bubo)
- Cuculo (Cuculus canorus)

### Rettili e anfibi
- Biacco (Hierophis viridiflavus)
- Vipera (Vipera aspis)
- Biscia dal collare (Natrix natrix)
- Lucertola muraiola (Podarcis muralis)
- Ramarro occidentale (Lacerta bilineata)
- Salamandra pezzata (Salamandra salamandra)
- Tritone alpestre (Triturus alpestris)
- Tritone crestato italiano (Triturus carnifex)
- Tritone punteggiato (Triturus vulgaris)

### Minerali
- Rutilo - In territorio di questa frazione nel parco naturale regionale del Beigua è  stato individuato un ricco giacimento di rutilo, che è un minerale di biossido di titanio, che si trova inglobato in una roccia metamorfica, l'eclogite, da cui dovrebbe essere separato, ma attualmente non può essere estratto per un provvedimento della magistratura del 2022 quindi la compagnia mineraria ha fatto ricorso nel 2024.[2] [3]
- Granato
- Vesuvianite
- Pirite
- Quarzo
- Magnetite

## Località del paese

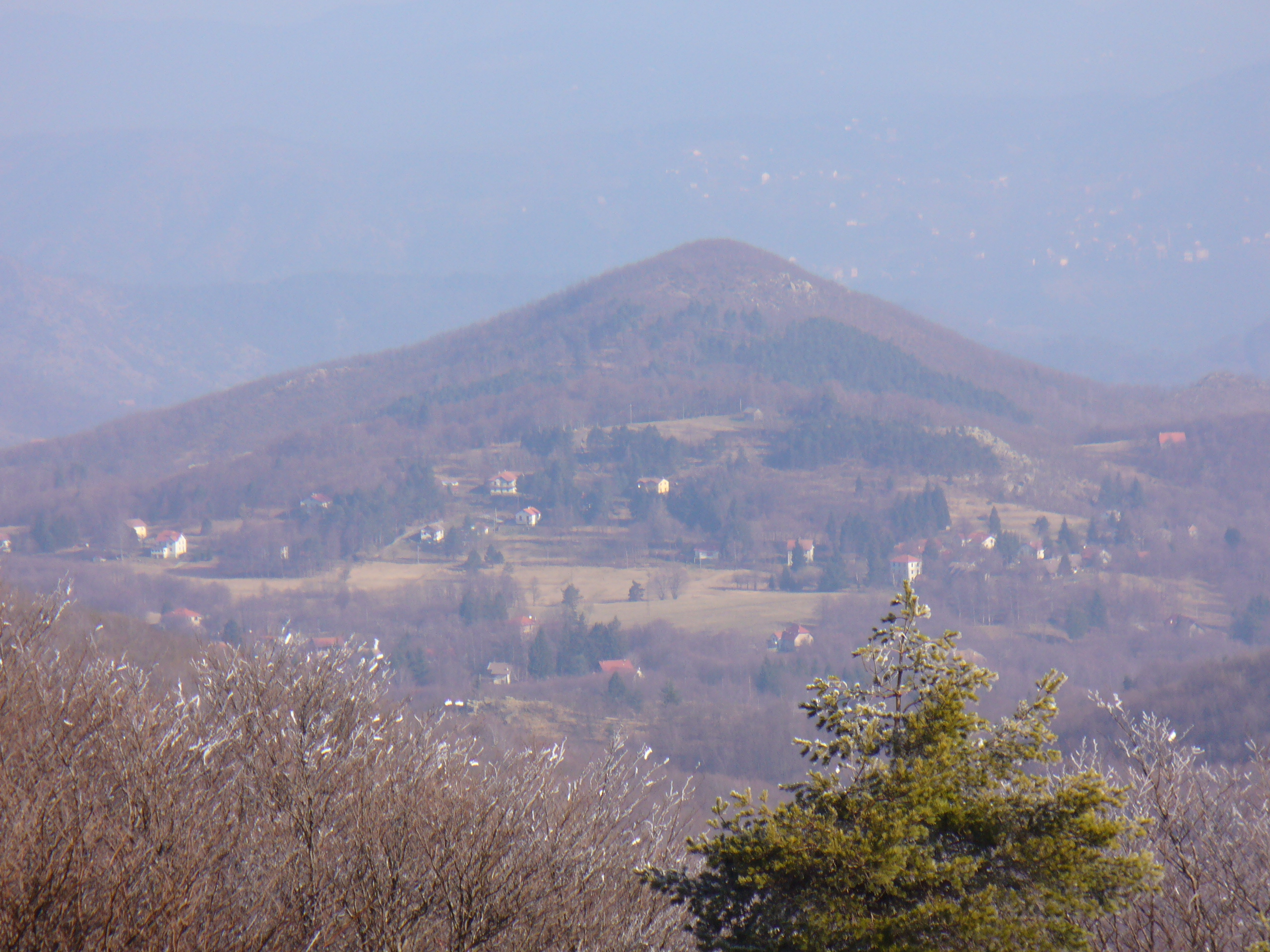
Panorama invernale di Piampaludo

- Bugastrella, al confine con Urbe, da qui si può raggiungere l'Alta Via dei Monti Liguri e ammirare le incisioni rupestri
- Burlanco
- Buschiazzi, una delle borgate principali
- Campazzo
- Cardin
- Cascinazza, una delle borgate principali
- Cerisole, da qui si raggiungono i laghetti del Cornello
- Chiesa, una delle borgate principali
- Ciampiaté
- Costa
- Dano, la zona situata a minore altitudine, ospita una chiesa e un antico mulino, inoltre in questa zona sono molto diffuse le scandole in legno, tipica copertura dei tetti in epoche passate
- Garbarin
- Manzin, una delle zone centrali con le attività del paese
- Miculla, ospita il tiglio monumentale
- Miera
- Monte Scioro, una delle zone più elevate del paese da cui si gode di una bellissima vista
- Piana
- Piciaré
- Rossina, una delle borgate principali
- Rostiolo, ospita un'importante Base Scout, è raggiungibile anche da Vara Inferiore fraz. di Urbe a piedi tramite un ponticello sospeso sull'Orba (torrente)
- Stanga, una delle zone centrali con le attività del paese
- Suria
- Traversa

## Trasporti e vie di comunicazione

### Strade
Piampaludo, come il comune di Sassello, non è raggiungibile direttamente dall'autostrada. Quindi le uscite utilizzabili sono quella di Masone sulla  Autostrada dei Trafori, o Varazze sulla  Autostrada dei Fiori.
Dall'uscita di Masone si può proseguire a destra sulla Strada statale 456 del Turchino verso Masone per poi svoltare ancora a destra sulla SP 73 del Faiallo che entrando in provincia di Savona diventa SP 40 Urbe-Passo del Faiallo; giunti a Urbe si imbocca la SP 31 Urbe-Piampaludo-La Carta. In alternativa si può proseguire a sinistra sulla Strada statale 456 del Turchino verso Campo Ligure per poi svoltare a sinistra a Rossiglione sulla SP 41 di Tiglieto che entrando in provincia di Savona a Urbe diventa SP 49 Sassello-Urbe; a questo punto si imbocca la SP 31 Urbe-Piampaludo-La Carta.
Dall'uscita di Varazze si prosegue a destra per l'abitato della cittadina, giunti in centro si imbocca la strada che costeggia il torrente Teiro fino a raggiungere la frazione Pero, da qui si svolta a destra per la frazione Alpicella e si prosegue fino sulla vetta del Monte Beigua per poi cominciare a scendere, sull'altro versante, fino a Piampaludo.

### Ferrovie
Le stazioni più vicine sono quelle di Rossiglione sulla ferrovia Asti-Genova (a circa 23 km di distanza) e di Varazze sulla ferrovia Genova-Ventimiglia, dalle quali poi, tramite i mezzi pubblici TPL si può raggiungere Piampaludo.